# Huit masculin aux Jeux olympiques d'été de 2012
Navigation
Pékin 2008 Rio de Janeiro 2016
L'épreuve masculine du huit des Jeux olympiques d'été 2012 de Londres se déroule sur le Dorney Lake du 28 juillet au 1er août 2012.

## Horaires
Les temps sont donnés en Western European Summer Time (UTC+1)
| Date                   | Temps   | Série          |
| ---------------------- | ------- | -------------- |
| Samedi 28 juillet 2012 | 10 h 10 | Qualifications |
| Lundi 30 juillet 2012  | 9 h 50  | Repêchages     |
| Mercredi 1er août 2012 | 10 h 30 | Finale B       |
| Mercredi 1er août 2012 | 12 h 30 | Finale A       |

## Médaillés
| Or | Argent | Bronze |
| Allemagne Filip Adamski Andreas Kuffner Eric Johannesen Maximilian Reinelt Richard Schmidt Lukas Müller Florian Mennigen Kristof Wilke Martin Sauer | Canada Gabriel Bergen Douglas Csima Robert Gibson Conlin McCabe Malcolm Howard Andrew Byrnes Jeremiah Brown Will Crothers Brian Price | Grande-Bretagne Alex Partridge James Foad Tom Ransley Richard Egington Mohamed Sbihi Greg Searle Matthew Langridge Constantine Louloudis Phelan Hill |

## Résultats

### Qualifications
Le premier bateau de chaque série se qualifie pour la finale A. Les autres équipages vont aux repêchages.

#### Série 1
| Rang | Athlètes                                                                                   | Pays       | Temps         | Notes |
| ---- | ------------------------------------------------------------------------------------------ | ---------- | ------------- | ----- |
| 1    | Loch, Hegerty, McKenzie-McHarg, Coudraye, Swann, Booth, Ryan, Purnell, Lister              | Australie  | 5 min 30 s 72 | FA    |
| 2    | Banks, G James, R James, Miller, Lanzone, Kasprzyk, Cornelius, Newlin, Vlahos              | États-Unis | 5 min 32 s 43 | R     |
| 3    | Kholyaznykov, Grebennykov, Tymko, Moroz, Pryveda, Kletskoy, Lykov, Chykanov, Konovaliuk    | Ukraine    | 5 min 35 s 64 | R     |
| 4    | Brzezinski, Juszczak, Burda, Hojka, Schodowski, Szpakowski, Aranowski, Hejmej, Trojanowski | Pologne    | 5 min 38 s 02 | R     |

#### Série 2
| Rang | Athlètes                                                                         | Pays            | Temps         | Notes |
| ---- | -------------------------------------------------------------------------------- | --------------- | ------------- | ----- |
| 1    | Adamski, Kuffner, Johannesen, Reinelt, Schmidt, Müller, Mennigen, Wilke, Sauer   | Allemagne       | 5 min 25 s 52 | FA    |
| 2    | Partridge, Foad, Ransley, Egington, Sbihi, Searle, Langridge, Louloudis, Hill    | Grande-Bretagne | 5 min 27 s 61 | R     |
| 3    | Hamburger, Simon, Blink, Vellenga, Braas, Klaassen, Siegelaar, Steenman, Wiersum | Pays-Bas        | 5 min 28 s 99 | R     |
| 4    | Bergen, Csima, Gibson, McCabe, Howard, Byrnes, Brown, Crothers, Price            | Canada          | 5 min 37 s 91 | R     |

### Repêchages
| Rang | Athlètes                                                                                   | Pays            | Temps         | Notes |
| ---- | ------------------------------------------------------------------------------------------ | --------------- | ------------- | ----- |
| 1    | Partridge, Foad, Ransley, Egington, Sbihi, Searle, Langridge, Louloudis, Hill              | Grande-Bretagne | 5 min 26 s 85 | Q     |
| 2    | Bergen, Csima, Gibson, McCabe, Howard, Byrnes, Brown, Crothers, Price                      | Canada          | 5 min 27 s 41 | Q     |
| 3    | Hamburger, Simon, Blink, Vellenga, Braas, Klaassen, Siegelaar, Steenman, Wiersum           | Pays-Bas        | 5 min 27 s 98 | Q     |
| 4    | Loch, Hegerty, McKenzie-McHarg, Coudraye, Swann, Booth, Ryan, Purnell, Lister              | Australie       | 5 min 28 s 67 | Q     |
| 5    | Brzezinski, Juszczak, Burda, Hojka, Schodowski, Szpakowski, Aranowski, Hejmej, Trojanowski | Pologne         | 5 min 30 s 34 |       |
| 6    | Kholyaznykov, Grebennykov, Tymko, Moroz, Pryveda, Kletskoy, Lykov, Chykanov, Konovaliuk    | Ukraine         | 5 min 42 s 19 |       |

### Finales

#### Finale B
| Rang | Athlètes                                                                                   | Pays    | Temps         | Notes |
| ---- | ------------------------------------------------------------------------------------------ | ------- | ------------- | ----- |
| 1    | Brzezinski, Juszczak, Burda, Hojka, Schodowski, Szpakowski, Aranowski, Hejmej, Trojanowski | Pologne | 5 min 57 s 67 |       |
| 2    | Kholyaznykov, Grebennykov, Tymko, Moroz, Pryveda, Kletskoy, Lykov, Chykanov, Konovaliuk    | Ukraine | 6 min 07 s 33 |       |

#### Finale A
| Rang                                | Athlètes                                                                         | Pays            | Temps         | Notes |
| ----------------------------------- | -------------------------------------------------------------------------------- | --------------- | ------------- | ----- |
| Médaille d'or, Jeux olympiques      | Adamski, Kuffner, Johannesen, Reinelt, Schmidt, Müller, Mennigen, Wilke, Sauer   | Allemagne       | 5 min 48 s 75 |       |
| Médaille d'argent, Jeux olympiques  | Bergen, Csima, Gibson, McCabe, Howard, Byrnes, Brown, Crothers, Price            | Canada          | 5 min 49 s 98 |       |
| Médaille de bronze, Jeux olympiques | Partridge, Foad, Ransley, Egington, Sbihi, Searle, Langridge, Louloudis, Hill    | Grande-Bretagne | 5 min 51 s 18 |       |
| 4                                   | Banks, G James, R James, Miller, Lanzone, Kasprzyk, Cornelius, Newlin, Vlahos    | États-Unis      | 5 min 51 s 48 |       |
| 5                                   | Hamburger, Simon, Blink, Vellenga, Braas, Klaassen, Siegelaar, Steenman, Wiersum | Pays-Bas        | 5 min 51 s 72 |       |
| 6                                   | Loch, Hegerty, McKenzie-McHarg, Coudraye, Swann, Booth, Ryan, Purnell, Lister    | Australie       | 5 min 51 s 87 |       |

## Sources
- Site officiel de Londres 2012
- (en) Site de la fédération internationale d'aviron
- (en) « Programme des compétitions »(Archive.org • Wikiwix • Archive.is • Google • Que faire ?)